# Sugar season vol.1 〜春風〜
「Sugar season vol.1 〜春風〜」（シュガー・シーズン・ヴォリューム・ワン はるかぜ）は、佐藤ひろ美（佐藤裕美名義）の通算10枚目のシングル。2005年3月30日にアリア・エンターテインメントから発売された。

## 概要
佐藤のシングルとしては前作「暁ノ空ヲ翔ル」以来、約4か月ぶりのリリースとなる。デビュー以来のコラボレーターである上松範康が設立をしたアリア・エンターテインメントから初のリリースで、「パステルカラーの奇跡」以来のインディーズ作品となる。
四季をテーマに4枚のシングル連続リリース『Sugar season』シリーズ第1弾。
表題曲「春風」とカップリング曲「Changing world」は佐藤自身が作詞・作曲を手掛け、自身初の作曲によるシングル曲となった。

## シングル収録内容
| #         | タイトル                           | 作詞・作曲 | 編曲      | 時間  |
| --------- | ---------------------------------- | ---------- | --------- | ----- |
| 1.        | 「春風」                           | 佐藤裕美   | 上松範康  | 4:34  |
| 2.        | 「Changing world」                 | 佐藤裕美   | 藤間仁    | 4:44  |
| 3.        | 「はばたいて」                     | 上松範康   | 上松範康  | 2:32  |
| 4.        | 「春風」(Off vocal ver.)           |            |           | 4:34  |
| 5.        | 「Changing world」(Off vocal ver.) |            |           | 4:43  |
| 6.        | 「はばたいて」(Off vocal ver.)     |            |           | 2:29  |
| 合計時間: | 合計時間:                          | 合計時間:  | 合計時間: | 23:36 |